# Florencia Di Concilio
Florencia Di Concilio (Montevideo, 31 luglio 1979) è una musicista e compositrice uruguaiana.
La sua attività principale consiste nella composizione di colonne sonore di film.

## Biografia
Dopo aver studiato pianoforte e composizione in Uruguay, si trasferisce negli Stati Uniti, dove frequenta la School of The Art di Charleston e il New England Conservatory di Boston, e successivamente a Parigi, dove perfeziona la sua abilità di compositrice presso il Conservatorio di questa città. Dopo aver conseguito il Master, compone in Francia numerose colonne sonore, tra cui quelle di L'homme de chevet di Alain Monne, Ava e Les Cinq Diables di Léa Mysius, e Calamity - une enfance de Martha Jane Cannary di Rémi Chayé.

## Colonne sonore
- Les grands duels du sport, serie tv, 4 episodi (2004-2007)
- Stranded: I've Come from a Plane That Crashed on the Mountains, regia di Gonzalo Arijon (2007)
- L'homme de chevet (Cartagena), regia di Alain Monne (2009)
- Eyes Wide Open: a Journey through Today's South America - documentario, regia di Gonzalo Arijon (2009)
- La Nueve ou les Oubliés de la victoire - documentario, regia di Alberto Marquardt (2009)
- When China Met Africa - documentario, regia di Marc J. Francis e Nick Francis (2010)
- Love Crimes of Kabul, regia di Tanaz Eshaghian (2011)
- Dark Blood, regia di George Sluizer (2012)
- Avec nos yeux - documentario, regia di Marion Aldighieri (2012)
- Black Out, regia di Eva Weber (2012)
- The Man Who Made Angels Fly - documentario, regia di Victoria Szymańska (2013)
- Ariel - documentario, regia di Laura Bari (2013)
- Chameleon, regia di Ryan Mullins (2014)
- Bikes vs. Cars - documentario, regia di Fredrik Gertten (2015)
- Angry Inuk - documentario, regia di Alethea Arnaquq-Baril (2016)
- Los feliz, regia di Edgar Honetschläger (2016)
- Ava, regia di Léa Mysius (2017)
- Primas - documentario, regia di Laura Bari (2017)
- Buddy - documentario, regia di Heddy Honigmann (2018)
- My Nudity Means Nothing, regia di Marina de Van (2019)
- Ragazzini (Just Kids), regia di Christophe Blanc (2019)
- Push - documentario, regia di Fredrik Gertten (2019)
- Bulles d'air - cortometraggio, regia di Daouda Diakhaté (2019)
- Calamity, une enfance de Martha Jane Cannary, regia di Rémi Chayé (2020)
- Influence - documentario, regia di Diana Neille e Richard Poplak (2020)
- Les Cinq Diables, regia di Léa Mysius (2022)
- Maestro(s), regia di Bruno Chiche (2022)
- Les Années Super 8, regia di David e Annie Ernaux (2022)
- De grandes espérances, regia di Sylvain Desclous (2022)
- Passing Time, regia di Terence Davies (2023)

## Riconoscimenti
- 2019 : Festival international du film d'Aubagne - Music & Cinema
  - Miglior colonna sonora per il cortometraggio Bulles d’Air di Daouda Diakhaté.
- 2020 : Festival International d’Animation de Bucheon.
  - Premio per la migliore musica.
- 2021 : Premio Michel Legrand per il miglior compositore di musica per film.